# ニック・ウェクスラー (俳優)
ニック・ウェクスラー（Nick Wechsler, 1978年9月3日-）は、アメリカ合衆国ニューメキシコ州アルバカーキ出身の俳優である。

## 来歴
高校卒業後にハリウッドへ移り住んですぐに、テレビ映画『フルサークル』で端役を掴む。

1997年、80年代にヒットしたドラマ『ナイトライダー』関連作品である『チーム・ナイトライダー』に出演。

1999年には日本でも大ヒットとなったテレビドラマ『ロズウェル - 星の恋人たち』に、カイル役で出演。

2011年からは『リベンジ』にジャック役でレギュラー出演し、さらに知名度を上げた。

## フィルモグラフィー

### テレビシリーズ
| 放映年      | 邦題 原題                                              | 役名                           | 備考                      |
| ----------- | ------------------------------------------------------ | ------------------------------ | ------------------------- |
| 1996        | フルサークル Full Circle                               | 路上強盗犯                     | テレビ映画                |
| 1997 - 1998 | チームナイトライダー Team Knight Rider                 | ケビン・"トレック"・サンダース | メインキャスト 計22話出演 |
| 1999 - 2002 | ロズウェル - 星の恋人たち Roswell                      | カイル・バレンティ             | メインキャスト 計61話出演 |
| 2005        | コールドケース 迷宮事件簿 Cold Case                    | マニー                         | 第3シーズン第2話「小屋」  |
| 2007 - 2008 | WITHOUT A TRACE/FBI 失踪者を追え! Without a Trace      | ジョー                         | 計3話出演                 |
| 2011 - 2015 | リベンジ Revenge                                       | ジャック・ポーター             | メインキャスト 計89話出演 |
| 2017        | シカゴ P.D. Chicago P.D.                               | ケニー・リクストン             | 計6話出演                 |
| 2017 - 2018 | ダイナスティ Dynasty                                   | マシュー                       | 計4話出演                 |
| 2018        | シェイズ・オブ・ブルー ブルックリン警察 Shades of Blue | コール                         | 計3話出演                 |
| 2019        | This Is Us                                             | ライアン・シャープ             | 計2話出演                 |

## 参照
1. ↑  “ニック・ウェクスラープロフィール”. allcinema